# Soul of the Ultimate Nation
『Soul of the Ultimate Nation』（ソウル・オブ・ジ・アルティメット・ネイション）は、韓国のWEBZEN社が開発したMMORPG。

## 概要
一般的な呼称・略称は、SUNやSUN Onlineなど。
開発元の韓国にて、12億以上の巨費を投じて製作されたMMORPGで、独自に開発された3Dグラフィックエンジンによるハイクオリティな3Dグラフィックを有している。
特徴としてはMORPGの要素が取り入れられている。フィールドではMMORPGのプレイが基本であるが、後述のバトルゾーン（BZ）に参加する際は少数のプレイヤーがフィールドと隔離された別の世界でプレイすることができるシステムを導入している。
BGMの作曲は、ロード・オブ・ザ・リングや羊たちの沈黙、デヴィッド・クローネンバーグ監督作品などで著名なハワード・ショアである。
日本や韓国以外では台湾、中国、北米、南米、ヨーロッパ、オーストラリアでサービスを提供している。

## あらすじ
舞台は、万物の生命の源・エーテルによって支えられるブラキオン大陸。
この大陸にあるガイスト帝国は、不滅の帝王シュバルツ・フランメによって統治され、エーテルを使って領土拡大の力の源泉としていた。しかし、シュバルツの力を維持する為のエーテルが大量に消費された事で大地は蝕まれ、シュバルツは更なるエーテルを求めて、近隣の弱小国家・ロシュエル共和国に対し、武力制圧でその統治権を要求した。シュバルツの暴虐に反発した民は、突如現れた謎の女性・イグニスを中心に、反乱軍・ガイダンスを結成。シュバルツ率いる帝国軍との激戦を始めるのであった。
そして、連合軍の精鋭達は長年の悲願を果たし、帝王シュバルツをアーティファクトに封印する事に成功した。熾烈な戦いと荒廃から解放され、歓喜し、平和を謳歌する連合軍。
しかし、ブラキオン大陸の平和と安定は、長くは続かなかった。突如として正体不明の1隻の巨大な飛空艇が雲を割り、連邦の首都エテレイン上空に接近してきたのだ。
非常事態宣言を発令し、厳戒態勢のエテレインで飛空艇から姿を現したのは…
イグニスの巨大な陰謀を阻止するため、アルドル遠征隊はついにセリエント大陸に到着した。
新たな戦いのプロローグが今、幕を開ける。

## システム

### キャラクター
プレイヤーは解放軍の一員として参加し、8種類のクラスから選択する。各クラスは、スキルの振り分け方により性質が分かれている。2011年9月7日から一部のクラスで性別を選択出来るようになったが、個別に身長を設定できる以外は既存クラスのグラフィックの使いまわしである。
バーサーカー（Berserker)
「狂戦士」の名の通り、筋骨隆々の粗暴な戦士。巨大な武器を駆使した豪快な剣術や、強靭な肉体から繰り出される身体能力を駆使したスキルで戦う。
武器はツーハンドアックス（戦斧）と、ツーハンドソード（大剣）がある。
スキルは攻撃系の「バーサーク」と防御系の「ディフェンダー」がある。
バーサーカーの場合のみ、スキル使用に必要なポイント（SP）は、敵から攻撃を受けることで蓄積していく（※他のクラスとSPの扱いが違い、攻撃する/受ける時に溜まり、時間経過と共に徐々に減っていく）というユニークなもの。
ドラゴンナイト（DragonKnight)
ドラゴンの血と神聖な力をその身に宿す竜騎士。その身に眠る竜の力を活性化させたり、追加効果や追加ダメージが発生する独特の剣術で戦う。
武器はスピア（槍）と、ワンハンドソード（細身の剣の二刀流）がある。
スキルは剣術系の「コンバット」と竜の力を駆使する「ドラゴニック」がある。
ヴァルキリー（Valkyrie）
飛び道具を使った狙撃や、格闘術で戦うほか、召喚を駆使して、蘇生･回復・攻撃等、様々な支援を行うこともできる。
武器は片手で使うワンハンドクロスボウ（二丁のピストル型の石弓）と、両手で使うエーテルウェポン（大型のライフル銃型）から選択。
スキルは攻撃系の「オフェンシブ」と召喚系の「サモン」がある。
エレメンタリスト（Elementalist）
火・水・風・大地の四大元素に属する攻撃魔法や、回復魔法・蘇生によるサポートを行なうことができる。
武器はワンド（杖）とオーブ（宝玉が埋め込まれた魔力増幅器）から選択。（いずれも片手用）
ワンドを装備した場合も、オーブを装備した場合も通常攻撃は遠距離攻撃になる。
体力回復・蘇生関連スキルを習得できるためヒーラーとしても育てることができる。
スキルは魔法攻撃系の「エーテル」と回復・蘇生系の「サークル」がある。
シャドウ（Shadow）
「影」の名の通り、妨害系のスキルを駆使しつつ、奇襲により敵を混乱させ隙を狙って攻撃する暗殺術などで戦うクラス。
使用武器はエッジ（短剣二刀流）と、ウィップソード（片手用の蛇腹剣）がある。
スキルは暗殺系の「ダーク」と、呪いを駆使する「カース」がある。
ミスティック
少女の姿をしたクラス。
近接戦闘系の「ワイルド」と、魔法系の「ディザスター」がある。
シャドウの透明状態を見破ったり、敵をおとなしい動物に変える事が出来る。
使用武器はガントレットとエーテルサイズ。
ヘルロイド
人ではなくロボットのクラス。
敵の能力を下げる「バスター」、味方を支援する「ガーディアン」がある。
使用武器はキャノンのみ。
ウィッチブレイド
FPという独特のシステムを持ち、特殊なスキルを使える。
近接戦闘系の「インフレイム」と、魔法・召喚系の「ブリザード」がある。
使用武器は二刀流のサーベルのみ。

### エリアマップ
ブラキオン大陸
・村
ベルトヘン
多くの動物，精霊達が住処とする森の中で、ひっそりと存在するのどかな村。しかし、その静かな佇まいとは裏腹に、解放軍の最初の拠点ともなっている。美しい夕日を映し出す湖や、生い茂る草木の合間に無骨な木造りの砦がそびえ立っている。
キャラクター作成時、この村へ移動する。
トリンゲル
大昔にある少数民族が築き上げ、現在は滅びてしまった文明都市の跡地を、解放軍が活動拠点のひとつとして再利用している村。ベルトヘンとも隣接しているため、帝国軍に対抗する上で重要な前線基地となっている。
エテレイン地下水路エリアのひとつ「未完の記念館」から移動できる。
エテレイン
ロシュエル共和国の首都で、その名は“ロシュエルの光”を意味する街。いつの日か、帝国の支配から解放され、大陸の自由と平和を望む人々の願いが込められている。
エテレイン地下水路エリアのひとつ「東の迷宮の地下水路」から移動できる。
オクラ
絶壁に囲まれた集落で、魔族の一種族であるペレス族が住む村。彼らは生来、強靭な肉体と優れた知能を持っていたが、力による支配を望まず、暴力なき平和を選んだ部族である。ガイダンス連合軍は、彼らの協力を求めオクラ村を訪れることになる。
アイオルト共同墓地エリアのひとつ「苦痛の墓地」から移動できる。
・フィールド
エソッド村(チュートリアルゾーン)
キャラクター作成直後に、エソッド村へ移動する。
ここで操作方法などを確認することができる。このエソッド村でのクエストを全て終えた後、ベルトヘンへ移動する。なお、エソッド村からベルトヘンへ出ると二度と戻ることはできない。
2012年4月18日(水)のアップデートで削除された。
野獣の森
太古より大自然を司る精霊を崇め続ける、数多くの野獣部族が住む鬱蒼とした深い森。
ベルトヘンから移動できる。「ザピル湖」や「森の入り口」「錬金術師の道」など森に囲まれた屋外フィールドが多いが、唯一「野獣の洞窟」のみダンジョンとなっている。
エテレイン地下水路
長い間管理されていなかったため、凶暴なアンデッド達に占領されてしまった地下水路。エテレインに入城できる唯一の通路でもある。
野獣の森エリアのひとつ「野獣の洞窟」から移動でき、東にはエテレイン街が位置する。全エリアがダンジョンであり、「錆びた水門の地下水路」は東側と西側の２つのマップに分かれている。基本的にこのエリアから全モンスターがアクティブ状態となり、プレイヤーが近づくと襲ってくる。
凍りついた宮殿
極寒の冷気に包まれた、美しい雪原の宮殿。
エテレインから移動できる。全エリアが屋外フィールドであり、「凍りついた庭園」は迷路のようになっている。
竜族の谷
灼熱の炎と湧き上がるマグマに囲まれた、過酷で険しい火山の谷。
エテレインから移動できる。全て屋外フィールドであり、「古代竜の墓」「カルワンの火口」は迷路のようになっている。
アイオルト共同墓地
かつては農耕都市として栄えていたが、帝国軍の襲撃を受け、黒いエーテルの力に呪われて荒れ果てた土地。
竜族の谷エリアのひとつ「血の火口」から移動でき、南には「オクラ」の村が位置する。前半は屋外フィールドだが、後半はダンジョンとなっている。
ヘロンの城
不滅の帝王シュバルツ・フランメ座する、帝国軍の本拠地であり、連合軍の最終目的地。
オクラから移動できる。前半の屋外フィールドと、後半は4層のダンジョンからなる「ヘロンの城」が位置する。
セリエント大陸
・村
コルトコ
かつてはイグニスに操られていた大地の守護者エントによって支配されていた村。イグニスを追ってセリエント大陸に降り立ったアルドル遠征部隊により、大地の守護者エントは浄化、村は解放され、そこに住む人々と友好関係を築き上げようとしている。
エスマラ村
・フィールド
深緑の大地
連合軍がイグニスを追跡すべく降り立った、セリエント大陸最初のエリア。
オクラ村から飛空艇を利用する事により移動できる。南にはコルトコ村が存在する。
コルトコに入るにはミッション「1次拠点確保」をクリアする必要がある。
2011年11月30日のアップデート以降、ミッション「1次拠点確保」をクリアしていなくてもコルトコに入ることができる。
精霊の大樹
精霊たちがささやくような鬱蒼とした森で、セリエント大陸２番目のエリア。
深緑の大地エリアのひとつ「ガレノアジャングル」から移動できる。

### プレイコンテンツ
呪われた塔
パーティ毎に入れる専用ダンジョンマップ。最上階のボスを目指して敵を倒しながら塔を上っていく。
「大地の試練」「水の試練」「火の試練」「風の試練」「闇の試練」「光の試練」の6つの試練があり、闇と光の試練のみタイムアタック方式となっている。
呪われた塔への入場には、プレイヤーとパーティリーダーのレベル差が±10未満という制約がある。
鍵には課金アイテムと製作アイテムの2種類があり、後者を使う場合、入場時間は 0:00 、4:00 、8:00 、12:00 、16:00 、20:00 から各10分以内。
地域占領戦
ギルド同士が領地争奪をかけて行われる対抗戦。領地を得るとそのギルドはさまざまな恩恵を得られる。地域占領戦は毎週土曜21:00～21:45に行われる。
モントシャイン バトルロイヤル
地域占領戦後に行われる。一つ以上占領地を持っているギルドのみ参加可能。
22:45の終了時に刻印に成功しているギルドが占領ギルドとなる。占領ギルドのメンバーは、全ての占領地の特殊効果を合わせたバフ効果を受けられる。
参加者は全員ランダムアイテムが貰える。
ソネンシャイン バトルロイヤル
各ギルドごとにフィールドが用意され、毎週日曜21:00～21:45に行われる。城内の一定エリアに到達する事で恩恵を得られる。最終9段階目でハイム・経験値増加100%、最大HP・MP2500増加。
モンスターコロッセオ
次々と出現するモンスターを殲滅していくBZ。一般モンスターのアイテムドロップはないが、一定数集めることで、製作NPCを通じて各種アイテムと交換することができる「闘士の証」をドロップするモンスターがここにだけ出現する。
モントシャイン城
期間限定のイベントBZ。周期的に開催されている。
ヘルモード
非常に強力なボスモンスターを討伐する。パーティーメンバー全員が「封印解除の書」を持っていないと入場出来ない。
セリエント温泉
各6、12、24、48、96時間使用できるチケットやアイテムを持って入ると、自動的に経験値が入る。
シークレットルーム
封印石を使って入場するダンジョン式のコンテンツ。
途中パーティーメンバーと分かれて進むことがある。様々な特徴の部屋があり、レアアイテムやハイムを獲得できる。
歪んだ時間部屋
ギルドに所属しているキャラクターが入場出来る。15分間で大量に出現するモンスターを討伐する。出現モンスターの難易度を上げていく事で、アイテムのドロップ率が上昇していく。
アスラピルの大地
規定時間に開催されるPvPコンテンツ。ランダムにマッチングされた2チームで3ヶ所の領地を巡って戦う。勝利チームも敗北チームも報酬アイテムが貰える。

### ウェイポイント
一定額のハイムを支払うことで村と村（フィールド）間を瞬時に移動できるようになるオブジェクト。各村やフィールドに点在している。
かつては実際に現地のウェイポイントまで行き、直接触れることにより登録する必要があったが、現在ではゲーム開始時にあらかじめ全てのエリアのウェイポイントが登録されている。

### バトルゾーン
バトルゾーンは二種類用意されている。他人が作ったバトルゾーンに参加する他、自分でも作成することができる。
ミッションバトルゾーン
特定のクエストを遂行していくゾーン。リーダーが募集をかけて人を集め、用意されたミッションを遂行していく。ミッションは上記エリアマップになぞられたものとなっている。
パーティーの人数によりモンスターの強さが調整されるため、ミッションによってはソロでミッションを遂行することも可能である。
PVPバトルゾーン
対人戦を行い、勝者には報酬が与えられるバトルゾーン。
2011年11月30日のアップデート以降、利用できなくなっている。

### アイテム強化
以下のシステムがあり、うまく使いこなすことにより武器や防具などを強化することができる。
アイテム合成
製作商人に話しかけ、モンスターを倒したりクエストの報酬などで得た素材を使ってアクセサリーやを作成するシステム。
エンチャント
強化商人に話しかけ、エンチャント素材を使用することにより装備品の性能が上昇するシステム。
ザード合成
強化商人に話しかけ、同じ等級のザードを合わせることにより上位のザードを作成するシステム。
結晶化
強化商人に話しかけ、装備品を分解して結晶体を作成してもらうシステム。
ランクアップ
強化商人に話しかけ、装備品を組み合わせることにより装備品にオプションが付与される。
「EPISODEⅡ」でザードシステム実装により廃止された。
覚醒・進化
エリート装備に結晶体と覚醒添加剤を組み合わせて、能力を強化するシステム。さらに覚醒9の状態にすれば、進化添加剤を使ってワンランク上のエリート装備に進化させる事が出来る。

### エリアコンクエスト
通称ACシステム。地域エリアマップごとにクエストや獲得アイテムの達成率を上げていくことにより、10％ごとに褒章品が貰えるシステム。
達成率を上昇させるには、ACアイテムの獲得やミッション達成率、特定モンスターの討伐数が関係している。

### ギルド
村にいるNPC「ギルド管理人」に話しかける。
ギルド設立の条件
1. ギルドマスターがギルドに所属していない
2. ギルドマスターのLvが20以上
3. 開設金100，000ハイム

解散の場合も「ギルド管理人」に話しかける。

## サーバ一覧
チャンネル制を導入しており、1サーバにつき2チャンネルまで用意されている。
現在稼働中のサーバ
- アルトハイム（2020年5月13日～）

過去に存在したサーバ
- イグニス （2008年2月25日～2011年9月7日 アリシアと統合してレイハルトに）
- シュバルツ （2008年3月24日～2011年3月30日 ロシュフェルトと統合してオズワルドに）
- ロシュフェルト （2008年4月21日～2011年3月30日 シュバルツと統合してオズワルドに）
- アリシア （2009年9月26日～2011年9月7日 イグニスと統合してレイハルトに）
- オズワルド （2011年3月30日～2012年2月22日 エルネストと統合してアインに）
- エルネスト （2011年7月20日～2012年2月22日 オズワルドと統合してアインに）
- レイハルト （2011年9月7日～2020年5月13日　アインと統合してアルトハイムに）
- アイン （2012年2月22日～2020年5月13日　レイハルトと統合してアルトハイムに）

## 日本でのサービス
- 2007年10月24日‐ゲームオンが日本向けライセンスの取得を発表。
- 2008年1月28日‐予告サイトオープン。
- 2008年2月25日‐クローズドβを実施（3月10日まで）、レベルキャップは30。
- 2008年3月24日‐オープンβサービス開始
  - レベルキャップを60まで拡大
  - 新エリアマップおよびシステム追加
- 2008年4月7日‐最高同時接続者数が1万人を突破。
- 2008年4月21日‐正式サービス開始。
  - 課金アイテム販売開始
  - レベルキャップを80まで拡大等
  - 新ミッション追加
- 2008年4月25日‐パッケージソフトウェア（DVD-ROM）の店頭販売を開始。
- 2008年5月28日‐竜族の谷マップ追加。
- 2008年7月30日‐「呪われた塔」実装。
- 2008年9月24日‐「La REVOLUTION －変革－」実装。
  - PK用マップの導入。
  - ペットシステムの導入。
  - ギルド機能の強化。
- 2009年7月29日‐「Brand-New Edition」新章開幕 UPDATE　VOL.11実装。
  - ACシステムの一新。AC達成率100％が可能になる。
  - クエスト一新。以前までのクエストが一部を除き一新された。
  - 「墜落した寺院」実装。
  - メインミッション「アイオルト共同墓地」実装。　等
- 2009年9月16日‐「I'm the Shadow」実装。
  - 第5のキャラクター「シャドウ」実装。
  - クエスト200種追加。
  - チェンジアップクエスト(上級職)実装。
  - レベルキャップを130まで拡大。
  - ギルド機能の強化。　等
- 2010年9月29日‐ ゲームオン内単独アカウント運営からゲームチューに移行した。
- 2011年7月20日-「EPISODE2」実装。
  - ブラキオン大陸の一部ミッション変更（簡略化）
  - スキル体系全面変更
  - 物理・魔法の概念の廃止
  - 属性システム変更（攻撃力と抵抗力に分割）
  - ACシステム変更
  - カスタムパッシブシステムの実装
  - ザードシステム全面変更
  - ソケットシステム全面変更
  - エンチャント素材全面変更
  - エリート２武器実装
  - キューブシステム実装
  - 堕落した寺院の参加方法、開催時間の変更
  - 武器・防具ランクアップシステムの廃止
- 2011年9月7日-「EP2-1.0」実装。
  - キャラクター性別選択システム
  - アイテムショップのペットアイテムの時間制限廃止
- 2011年11月30日-「EP2-2」実装。
  - 「深緑の大地」メインミッション実装
  - 名声システムとデイリークエスト実装
  - 装備評点システム実装
  - 全バトルゾーン・呪われた塔・堕落した寺院・イベントマップ入場システム変更(F11キーでバトルゾーンを呼び出して利用する)
  - 情報閲覧室実装。(過去に存在したイグニスのメッセージの改称・機能追加)
  - 一時廃止：バトルゾーンでのPVPルームの作成。
- 2012年2月22日-「EP2-2.5」実装。
  - 堕落した寺院の開催回数変更。(１日４回に)
- 2012年4月18日-「EP2-3」実装。
  - 「精霊の大樹」エリア実装
  - ミッション「偉大な呪文の秘密」実装
  - エクストリームモードミッション「野獣の森」実装
  - チュートリアルゾーン「エソッド村」削除。
  - 最上級エンチャント(+13、+14、+15)実装。
  - 貴重品管理システム実装
  - ショートカットキー設定
- 2017年5月1日-WEBZEN日本法人設立に伴い、運営権をゲームオンからWEBZEN日本法人に移管（ポータルは引き続きPmang(旧ゲームチュー)）。